# Gralha-azul
A gralha-azul (Cyanocorax caeruleus) é uma ave passeriforme da família dos corvídeos, com aproximadamente 40 cm de comprimento, de coloração geral azul vivo, com penas pretas na cabeça, parte frontal do pescoço e no superior do peito. Machos e fêmeas tem a mesma plumagem e aparência embora as fêmeas em geral sejam menores.

## Etimologia
O nome gralha-azul foi selecionado como nome vernáculo técnico para a espécie Cyanocorax caeruleus pelo Comitê Brasileiro de Registros Ornitológicos (CBRO) em 2021.

## Distribuição geográfica
Embora se diga que seu habitat é a floresta de araucária do sul do Brasil, por força da dieta composta de insetos, frutos e pequenos invertebrados, esta ave não tem dependência restrita dessas florestas e sua área de distribuição abrange desde o sul do estado do Rio de Janeiro para o norte, até o estado do Rio Grande do Sul, sendo frequente na Mata atlântica da Serra do Mar.

## Comportamento

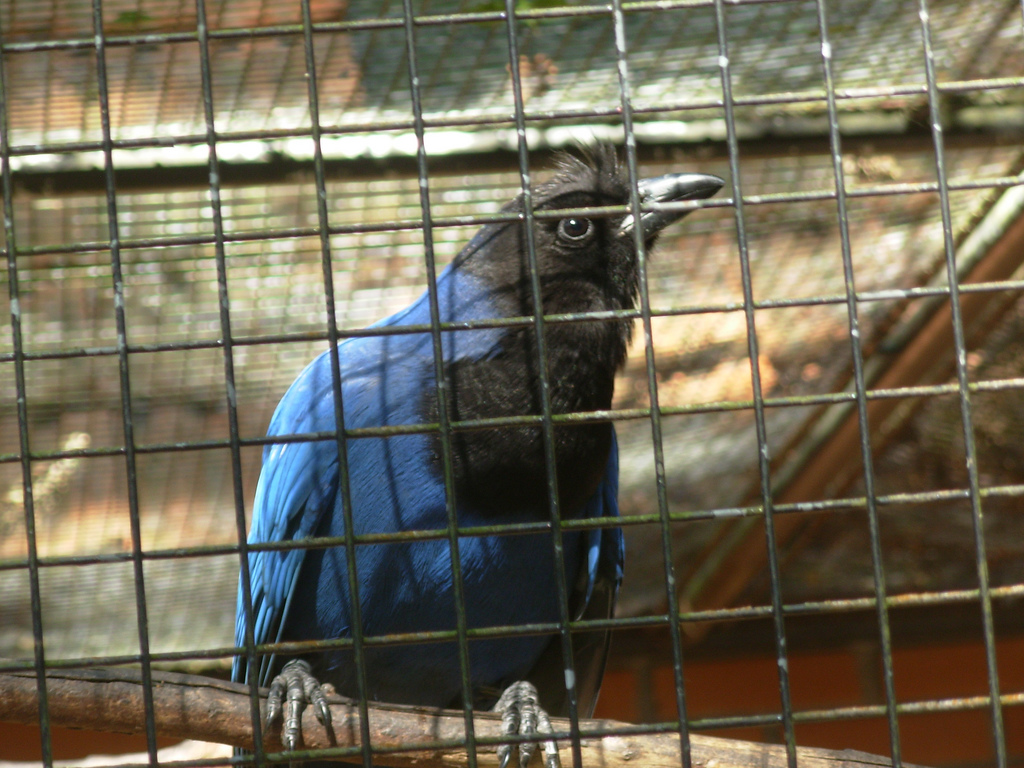
Gralha-azul no Zoológico de Curitiba.

As gralhas-azuis são aves muito inteligentes, só suplantadas pelos psitacídeos. Sua comunicação, bastante complexa, consta de pelo menos 14 termos vocais (gritos) bem distintos e significantes. Gregárias, as gralhas-azuis formam bandos de 4 a 15 indivíduos hierarquicamente bem organizados, inclusive com divisão de clãs, bandos estes que se mantêm estáveis por até duas gerações.
No período reprodutivo que se inicia em outubro e se prolonga até março, todos os indivíduos colaboram na construção de ninhos nas partes mais altas das árvores, preferencialmente na coroa central da araucária, quando lá existente. No ninho feito de gravetos, de cerca de 50 cm de diâmetro, em forma de taça, são postos 4 ovos, em média.
A gralha-azul é o principal animal disseminador da araucária uma vez que, durante outono, quando as araucárias frutificam, bandos de gralhas laboriosamente estocam os pinhões para se alimentar.
Neste processo, as gralhas-azuis encravam fortemente os pinhões no solo ou em troncos caídos no solo, já em processo de putrefação, ou mesmo nas partes aéreas de raízes nas mesmas condições, local propício para a formação de uma nova árvore.
Como a floresta das araucárias tenha sido reduzida a cerca de 4% do que fora antes, a perpetuidade desta espécie de aves é vista com preocupação.

## Folclore/cultura
No folclore do estado do Paraná atribui-se a formação e manutenção das florestas de araucária a este pássaro, como uma missão divina, razão porque as espingardas explodiriam ou negariam fogo quando para elas apontadas. Além disso, a ave, que como dito anteriormente está associada à Mata das Araucárias e sendo o estado famoso pelo bioma, é um dos símbolos do Estado do Paraná, segundo a Lei Estadual n. 7957 de 1984 que a consagra como "ave símbolo" deste estado.
Por fazer parte do folclore do Estado do Paraná, a ave foi escolhida como mascote do Paraná Clube, time tradicional de futebol da cidade de Curitiba. A ave aparece também no escudo do clube.
Nas artes, representa o maior prêmio teatral do Paraná: o Troféu Gralha Azul.  Há até mesmo dois super-heróis de histórias em quadrinhos: o Gralha e o Capitão Gralha, criados por Gian Danton, Alessandro Dutra, José Aguiar, Antônio Éder, Luciano Lagares, Tako X, Edson Kohatsu, Augusto Freitas e Nilson Müllerr, ambos foram lançados em 1997, em uma edição especial da revista Metal Pesado lançada e homenagem aos 15 anos da Gibiteca de Curitiba.